# Stellaria pusilla
Stellaria pusilla är en nejlikväxtart som beskrevs av E. Schmid in Fedde. Stellaria pusilla ingår i släktet stjärnblommor, och familjen nejlikväxter. Inga underarter finns listade i Catalogue of Life.